# رازانووو
رازانووو (به لهستانی:  Radzanowo) یک روستا در لهستان است که در گمینا رازانووو واقع شده‌است. رازانووو ۸۶۰ نفر جمعیت دارد.